# Miedenmolen
De Miedenmolen (Fries: Miedenmûne) is een poldermolen ruim 3,5 kilometer ten zuidzuidoosten van het Friese dorp Holwerd, dat in de Nederlandse gemeente Noardeast-Fryslân ligt en ten noordoosten van het dorp Lichtaard.

## Beschrijving
De Miedenmolen, een grondzeiler, werd in 1855 gebouwd ter bemaling van de polder Dwergsmear. In 1953 overwoog het bestuur van het Waterschap Holwerd en Blijaër Polder de molen te laten mechaniseren. Al ging dit niet door, in 1961 werd op de vijzel van de molen wel een elektrische hulpmotor aangebracht. De molen werd gerestaureerd in 1966. Nadat hij in 1976 eigendom was geworden van de Stichting De Fryske Mole gebeurde dat nogmaals in 1978 en 1994. De molen, waarvan het wiekenkruis is voorzien van zelfzwichting, kreeg in 2004 een nieuwe stalen vijzel.
De Miedenmolen werd in 2006 door het Wetterskip Fryslân aangewezen als reservegemaal in geval van wateroverlast.
Op 24 november 2023 raakte de kap van de molen beschadigd tijdens een brand die het gevolg van een blikseminslag was.